# Lindsey Buckingham/Christine McVie
Lindsey Buckingham/Christine McVie è un album in studio collaborativo di Lindsey Buckingham e Christine McVie (Fleetwood Mac), pubblicato nel 2017.

## Tracce
1. Sleeping Around the Corner (Lindsey Buckingham) – 3:48
2. Feel About You (Christine McVie,  Buckingham) – 3:28
3. In My World (Buckingham) – 4:25
4. Red Sun (C. McVie, Buckingham) – 3:15
5. Love Is Here to Stay (Buckingham) – 4:25
6. Too Far Gone (C. McVie, Buckingham) – 3:20
7. Lay Down for Free (Buckingham) – 3:56
8. Game of Pretend (C. McVie) – 4:33
9. On with the Show (Buckingham) – 3:46
10. Carnival Begin (C. McVie) – 4:40

## Musicisti
- Lindsey Buckingham – voce, chitarre, tastiere, basso, batteria, percussioni, programmazione
- Christine McVie – voce, tastiere

Musicisti aggiunti
- Mitchell Froom – tastiere
- John McVie – basso
- Mick Fleetwood – batteria, percussioni